# Wiehbergstraße 22

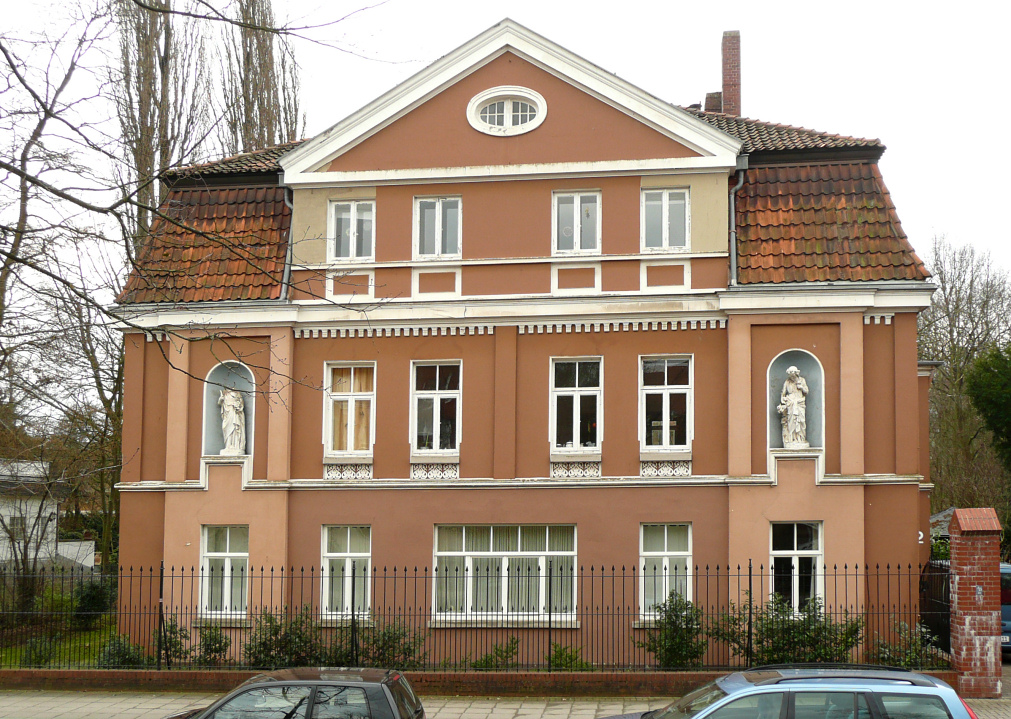
Die 1907 errichtete Direktorenvilla der Döhrener Wollwäscherei und -kämmerei, hier 2011 noch unter ungeeigneter Versiegelung in Altrosa

Wiehbergstraße 22 oder Villa Heintze in Hannover ist eine denkmalgeschützte Villa in der Wiehbergstraße im Stadtteil Hannover-Döhren, die als Direktorenvilla der Döhrener Wollwäscherei und -kämmerei entstand.

## Geschichte und Beschreibung
Während die Denkmaltopographie Bundesrepublik Deutschland den Baubeginn der Villa noch in den 1870er Jahren vermutete, entstand das Gebäude tatsächlich erst im Jahr 1907 nach Plänen des Architekten Karl Börgemann. Bauherr war der Generaldirektor der Döhrener Wollwäscherei und -kämmerei, Georg Heintze, der Großvater väterlicherseits der 1939 geborenen Ethnologin Beatrix Heintze, zugleich verwandt mit ebenfalls in der Textilindustrie tätigen Walter Cramer, dem Vorstandsmitglied der Kammgarnspinnerei Stöhr & Co. AG und später hingerichteten Widerstandskämpfer gegen den Nationalsozialismus.
Der zweigeschossige mutmaßlich mehrmals umgebaute Putzbau betonte hinter einem schmiedeeisernen Zaun und Vorgarten im Vergleich zu den bescheideneren Bauten der Umgebung seine gewollt imponierende Wirkung. Zwei Figuren in Nischen an der Fassade zur Straße stellen als Allegorien mit der griechischen Göttin Demeter die Fruchtbarkeit der Erde und den Herbst dar und mit der römischen Göttin Flora die Blüte und den Frühling.
Nachdem das Ehepaar Margarete und Martin Radke 2003 die Villa erworben hatte, hatte die in den 1980er Jahren durch eine ungeeignete Farbbeschichtung in altrosa angestrichene Villa Substanzschäden an den Außenwänden erlitten, insbesondere hatten Wasseransammlungen unter der nicht atmungsaktiven Farbschicht zur Ausdehnungen und Abplatzungen insbesondere des ornamentalen Schmuck geführt, der teilweise neu gegossen werden musste. Mit einer Investition von rund 100.000 Euro und in Absprache mit dem Denkmalamt wurden Restaurierungen vorgenommen, wurde die Fassade in Umbra und in Weiß neu gestrichen. Die beiden beinahe menschengroßen Figuren waren noch 2015 in der Werkstatt einer Restauratorin in der Südstadt von Hannover.
Schließlich gewann das Ehepaar Radke als eines von 28 Bewerbern im Jahr 2015 den mit 1500 Euro dotierten 1. Preis des Fassadenwettbewerbs der Vereinigung Haus- und Grundeigentum sowie der Maler- und Lackiererinnung.